# 마에섬

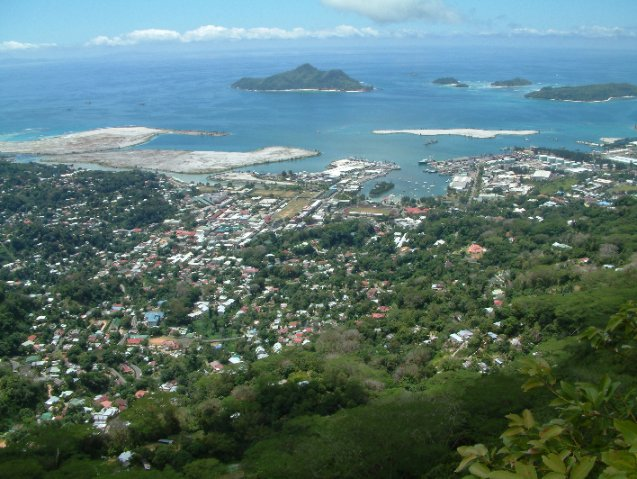
마에 섬에 위치한 빅토리아

마에섬(Mahé)은 세이셸 북동부에 위치한 섬으로 면적은 155km2, 인구는 78,539명(2010년 기준)이며 세이셸에서 가장 큰 섬이다. 세이셸의 수도인 빅토리아가 위치하며 세이셸 전체 인구 가운데 약 86%가 거주한다.
섬 이름은 모리셔스 총독을 역임한 프랑스의 외교관 베르트랑프랑수아 마에 드 라 부르동네(Bertrand-François Mahé de La Bourdonnais)에서 유래된 이름이다. 1609년 영국인이 이 섬을 방문했지만 1742년 프랑스의 탐험가 라자르 피코(Lazare Picault)가 탐험할 때까지 유럽인들의 방문은 없었다. 1812년 마에 섬의 소유권이 프랑스에서 영국으로 넘어갔고 1976년 세이셸이 독립할 때까지 영국의 지배를 받았다.